# Жидкий кислород

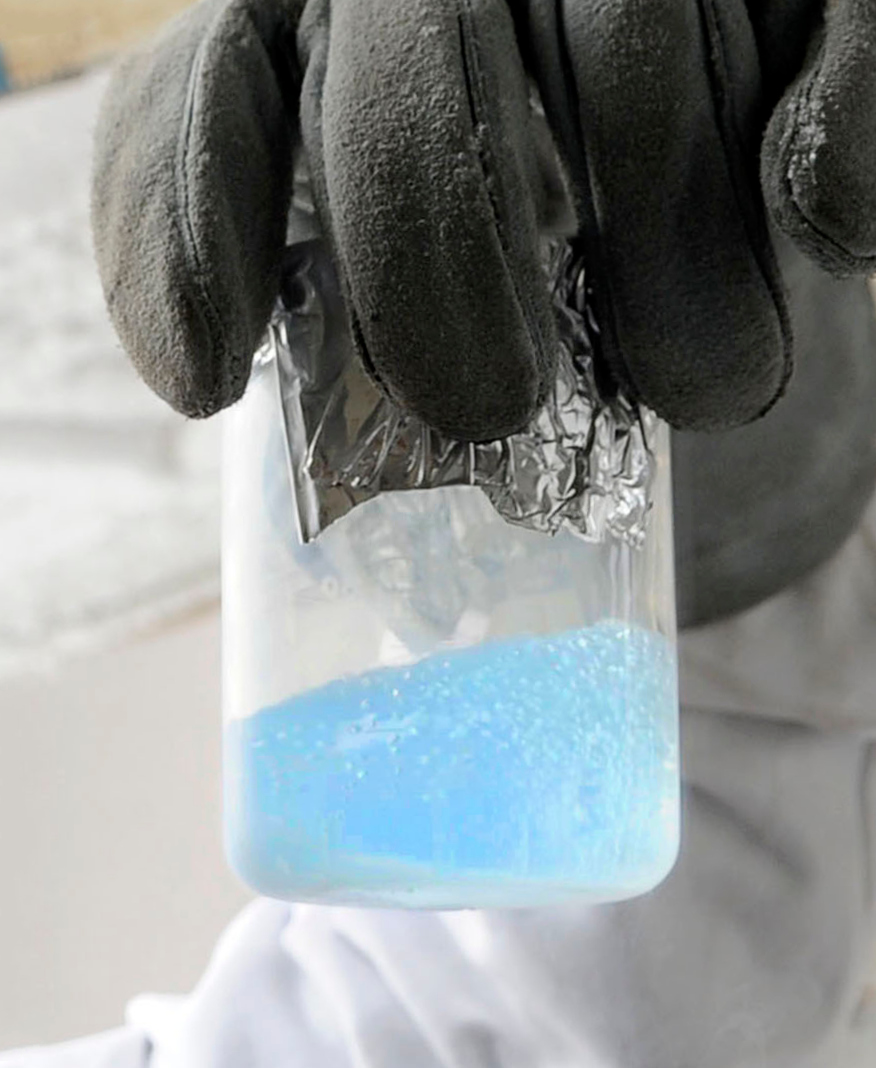
Жидкий кислород в химстакане.

Жи́дкий кислоро́д (ЖК, жO2, LOX) — жидкость бледно-синего цвета, которая относится к сильным парамагнетикам. Является одним из четырёх агрегатных состояний кислорода. Жидкий кислород обладает плотностью 1141 кг/м³ (1,141 кг/л) (при температуре кипения) и имеет умеренно криогенные свойства с точкой замерзания 54,36 K (−218,79 °C) и точкой кипения 90,188 K (−182,96 °C).
Жидкий кислород активно применяется в космической и газовой отраслях, при эксплуатации подводных лодок, широко используется в медицине. Обычно промышленное получение основывается на фракционной перегонке воздуха. Коэффициент расширения кислорода при смене жидкого агрегатного состояния на газообразное составляет 860:1 при 20 °C, что иногда используется в системах снабжения кислородом для дыхания в коммерческих и военных самолётах — кислород хранится в жидком состоянии в малом объёме, а при необходимости использования испаряется с образованием большого объёма газообразного кислорода.

## Получение
Основным и практически неисчерпаемым источником получения жидкого кислорода является атмосферный воздух: производится сжижение воздуха и последующее разделение его на кислород и азот.

## Физические особенности
Из-за своей очень низкой температуры жидкий кислород может вызвать хрупкость материалов, которые соприкасаются с ним.
Плотность жидкого кислорода существенно увеличивается при снижении температуры — с 1140 кг/м³ при 90 К до 1330 при 50 К. Это свойство иногда используется в ракетно-космической технике для увеличения заправки баков ракет — без изменения размеров баков в них можно залить на 10—15 % больше переохлажденного жидкого кислорода, чем кипящего. Впервые это было применено на советских баллистических ракетах Р-9.

### Парамагнетические свойства
Для объяснения отклонения парамагнетических свойств жидкого кислорода от закона Кюри американским физикохимиком Г. Льюисом в 1924 году была предложена молекула тетракислорода (O4). На сегодняшний день теория Льюиса считается лишь частично верной: компьютерное моделирование показывает, что хотя в жидком кислороде не образуется устойчивых молекул O4, молекулы O2 на самом деле имеют тенденцию объединяться в пары с противоположными спинами, которые образуют временные объединения O2—O2.

### Химические свойства
Жидкий кислород также является очень мощным окислителем: органическое вещество быстро сгорает в его среде с выделением большого количества теплоты. Более того, некоторые из этих веществ, будучи пропитанными жидким кислородом, имеют свойство непредсказуемо взрываться. Часто так ведут себя нефтепродукты, включая асфальт.

## Применение

### Компонент ракетного топлива
Жидкий кислород является широко распространённым окислительным компонентом ракетного топлива, обычно в сочетании с ним используют керосин. Использование кислорода обусловлено высоким удельным импульсом, который получается при применении этого окислителя в ракетных двигателях. Кислород — самый дешёвый из применяемых компонентов ракетных топлив. Первое применение имело место в германской БР Фау-2, позднее в американских БР «Редстоун» и РН «Атлас», а также в советской МБР Р-7. Жидкий кислород активно использовался в ранних МБР, но в более поздних образцах этих ракет его не применяют из-за очень низкой температуры и необходимости регулярной дозаправки для компенсации выкипания окислителя, что затрудняет быстрый запуск. Многие современные ЖРД используют ЖК в качестве окислителя, например РД-180, RS-25.

### Изготовление взрывчатки
Жидкий кислород также активно использовался при изготовлении взрывчатки «Оксиликвит», которая представляет собой пористые органические материалы, пропитанные жидким кислородом. Однако, сейчас она крайне редко используется из-за нестабильности свойств и большого количества происшествий и несчастных случаев.

## Хранение и транспортировка
В качестве уплотнительных прокладочных материалов в системах с жидким кислородом применяются материалы, не теряющие эластичности при низких температурах: паронит, фторопласты, отожжённые медь и алюминий.
Хранение и перевозка больших количеств жидкого кислорода осуществляется в ёмкостях объёмом от нескольких десятков до 1500 м³ из нержавеющей стали, снабженных теплоизоляцией, а также в сосудах Дьюара. Наружный, защитный кожух теплоизоляции может выполняться и из углеродистой стали. Резервуары транспортных ёмкостей изготавливаются также из сплава АМц. Применение вакуумно-порошковой или экранно-вакуумной теплоизоляции позволяет снизить суточные потери кипящего кислорода до уровня 0,1—0,5 % (в зависимости от размеров ёмкости) и скорость повышения температуры переохлажденного — до 0,4—0,5 К в сутки.
Перевозка кипящего кислорода производится с открытым вентилем газосброса, а переохлаждённого — при закрытом вентиле, с контролем давления не реже 2 раз в сутки; при повышении давления больше, чем на 0,02 МПа (изб.) вентиль открывается.

### Хранение с жидким азотом
Жидкий азот имеет более низкую точку кипения 77 K (−196 °C) и устройства, которые содержат жидкий азот, могут конденсировать кислород из воздуха: когда большая часть азота испаряется из такого устройства возникает риск того, что остаток жидкого кислорода может сильно прореагировать с органическими материалами. С другой стороны, жидкий азот или жидкий воздух может оказаться насыщенным жидким кислородом, если оставить ёмкость на открытом воздухе — атмосферный кислород будет в ней растворяться, в то время как азот будет испаряться быстрее.

## Меры безопасности при работе с жидким кислородом
1. Кислород — не ядовит, но при работе с ним должны применяться защитные средства, предохраняющие от возможного обморожения: летом — хлопчатобумажный комбинезон, рукавицы, кожаные сапоги, очки; зимой — валенки, подшитые кожей, тёплые рукавицы, очки.
2. Кислород — весьма пожароопасен и даже взрывоопасен при соприкосновении с органическими веществами при наличии даже небольшого теплового импульса. Едва тлеющий на воздухе тепловой очаг разгорается ярким пламенем в атмосфере кислорода. Известны трагические последствия курения на месте недавнего пролива жидкого кислорода на почву. Для воспламенения таких материалов, как паронит, резина, хлопчатобумажная ткань, полиэтилен и др. в атмосфере кислорода достаточно нагрева их всего до 200—300°С. Даже резкое сжатие органического материала, пропитанного кислородом (например, при падении тяжелого предмета на асфальт, облитый жидким кислородом), может вызвать возгорание и взрыв. При соприкосновении с маслами кислород может образовывать с некоторыми их компонентами активные эндотермичные перекисные соединения, накопление которых может приводить к взрыву, поэтому контакт кислорода с такими веществами в любых вариантах, работа в промасленной одежде, замасленными руками или приспособлениями недопустима. По окончании работ в контакте с жидким или газообразным кислородом запрещается ранее, чем через 20—30 минут, подходить к открытому огню, закуривать и тому подобное, так как кислород длительное время удерживается в складках одежды, волосах, что при наличии огня создает пожарную опасность.
3. Сварочные и ремонтные работы в ёмкостях и помещениях, где хранится жидкий кислород, должны производиться только после двух-трёхчасового проветривания их тёплым воздухом (70—80°С). Новая кислородная ёмкость обязательно обезжиривается перед первой заливкой.
4. При перекачке жидкого кислорода производится предварительное «захолаживание» системы малым расходом продукта. Без этого в «горячей» системе образуется сильный поток регазифицированного кислорода, который при наличии резких поворотов и перепадов давления на элементах системы (вентили и тому подобное) может вызвать возгорание металла.

## История
- В 1845 году Майкл Фарадей смог осуществить сжижение большинства известных тогда газов. Шесть газов, однако, несмотря на все его попытки сжижению не поддавались, а именно кислород, водород, азот, окись углерода, метан и окись азота (из перечисленных имеет наибольшую температуру кипения −151,7 °C).
- В 1877 году Луи-Поль Кайете (1832—1913) во Франции и Рауль Пикте (1846—1929) в Швейцарии независимо друг от друга разными способами получили несколько капель жидкого кислорода.
- Впервые в измеримых количествах жидкий кислород был получен польскими профессорами Краковского университета Сигизмундом Врублевским и Каролем Ольшевским в 1883 году.